# Croșetare

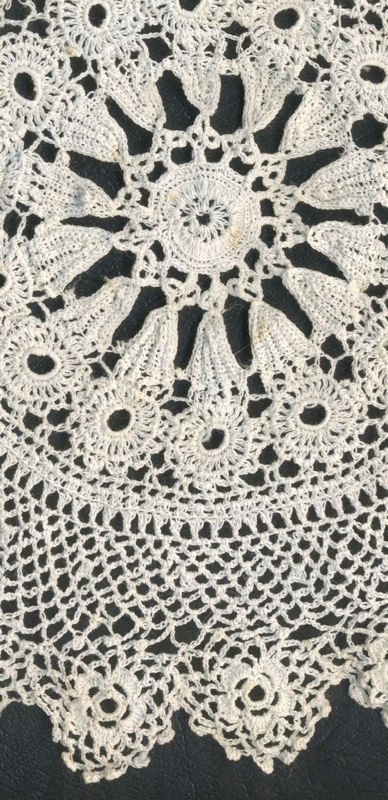
Detali dintr-un mileu croșetet

Croșetatul reprezintă tehnica de realizare a materialelor textile cu ajutorul unor unelte metalice lungi cu o îndoitură la vârf, cu ajutorul cărora firele sunt împletite în șablonul materialului.
Arta de a croșeta oferă posibilitatea de a utiliza o gamă bogată de îmbinări de lanțuri din firul de ață și procedeele tehnice care oferă ca rezultat o mare varietate de noi modele a pieselor croșetate. Practicarea croșetării cu croșeta începe odata cu apariția țesăturilor, împletiturilor din papură și fibrele textile a plaselor pentru pescuit, vânătoare etc.